# Graniczna Placówka Kontrolna Czeremcha
Graniczna Placówka Kontrolna Czeremcha:
1. pododdział Wojsk Ochrony Pogranicza pełniący służbę na przejściu granicznym ze Związkiem Radzieckim Połowce - Pieszczatka, Czeremcha - Wysokolitowsk.
2. graniczna jednostka organizacyjna polskiej straży granicznej pełniący służbę na przejściu granicznym i realizująca zadania w ochronie granicy państwowej.

## Formowanie i zmiany organizacyjne
W październiku 1945 Naczelny Dowódca WP nakazywał sformować na granicy 51 przejściowych punktów kontrolnych.
Graniczna placówka kontrolna Czeremcha powstała w 1945 jako drogowy przejściowy punkt kontrolny III kategorii o etacie nr 8/12 . Nosiła numer 23. Obsada PPK składała się z 10 żołnierzy i 1 pracownika cywilnego. Z dniem 1 kwietnia 1948 przemianowano pododdział na 31 GPK OP Czeremcha(kolejowa). Podlegała 11 Brygadzie Ochrony Pogranicza.
W 1991 ochronę granicy państwa przejęła nowo sformowana Straż Graniczna. Graniczna Placówka Kontrolna w Czeremsze weszła w podporządkowanie Podlaskiego Oddziału Straży Granicznej.
24 sierpnia 2005, na bazie Granicznej Placówki Kontrolnej Czeremcha, sformowana została Placówka Straży Granicznej w Czeremsze.

## Wydarzenia
- 1999 – w przejściu granicznym Połowce-Pieszczatka, funkcjonariusze GPK SG w Czeremsze, zatrzymali 22 samochody. Były to przeważnie najdroższe modele znanych firm motoryzacyjnych[6].

## Dowódcy/komendanci granicznej placówki kontrolnej
- kpt. Bronisław Małek[7] (25.04.1948–11.05.1954)
- kpt. Henryk Szemis[7]
- mjr Edward Bednarczyk[7]
- kpt. Grzegorz Skok[7]
- por. Włodzimierz Gryć[7]

Straż Graniczna:

- kpt. SG/mjr SG Andrzej Więcław (był 16.05.1991[8]–był w 2000)[9]
- Konstanty German (był w 2004)[10].